# Joan Casellas Xirgu
Joan Casellas Xirgu   (Girona, 1929 - Girona, 12 de gener de 2017) fou porter d'handbol i dirigent esportiu.
Es va iniciar en la seva etapa escolar com a porter de futbol i posteriorment es va passar a l'handbol a onze. Va jugar durant quinze anys a la Salle Girona, el GEiEG de Girona i el Sant Gervasi de Barcelona, amb el qual es va proclamar dues vegades campió de Catalunya i Espanya (1950 i 1953). Durant la seva època de jugador en actiu també va ser internacional amb les seleccions de Barcelona, Catalunya i Espanya, amb què va jugar el Mundial a onze de 1952 a Suïssa i el de set de 1958 a Suècia, i es va proclamar campió del Torneig de les Cinc Nacions disputat a França. Com a directiu, el 1967 va ser nomenat president de la Federació Provincial de Girona i es va mantenir setze anys en el càrrec, fins que el 1982 el va abandonar per ser president de la Comissió Gestora de la Federació Catalana d'Handbol, encarregada de redactar els seus estatuts, i finalment de la mateixa Federació Catalana el mes de novembre del mateix any com a candidat únic de consens. Com a conseqüència del seu càrrec a la Catalana, també va ser vicepresident de la Federació Espanyola. Rebé la medalla Forjadors de la Histò¬ria Esportiva de Catalunya el 1995.